# Hylemera muscosa
Hylemera muscosa là một loài bướm đêm trong họ Geometridae.